# Behind Hazel Eyes
Behind Hazel Eyes é o segundo álbum de vídeo lançado pela cantora norte-americana Kelly Clarkson, através da 19, Ventura Distribution e StudioWorks Entertainment. O projecto, dirigido por Donnie B. Gold, consiste num documentário, e inclui ainda imagens dos bastidores do vídeo musical para o single "Breakaway". Foi lançado a 29 de Março de 2009.

## Alinhamento de faixas
| N.º | Título                                                   | Duração |  |
| 1.  | "Documentário" (Final do American Idol)                  |         |  |
| 2.  | "Breakaway" (bastidores)                                 |         |  |
| 3.  | "Princess Diaries 2: Royal Engagement" (estreia mundial) |         |  |
| 4.  | "Clarkson camping"                                       |         |  |